# Cross Road Blues
Pour les articles homonymes, voir Cross Road.
Singles de Robert Johnson
I Believe I'll Dust My Broom / Dead Shrimp Blues
(1937) Come On In My Kitchen /
 They're Red Hot
(1937)
Cross Road Blues est une chanson du chanteur de Delta blues, Robert Johnson, et est sortie en 1937. Elle a notamment été reprise par le groupe Cream (sous le titre Crossroads) en 1969. En raison de son importance historique, Cross Road Blues fut inscrite au Grammy Hall of Fame Award en 1998.
En 2021, elle est intégrée en 481e position dans la liste des « 500 plus grandes chansons de tous les temps » du magazine américain Rolling Stone. Elle figure également dans la liste des « 500 chansons qui ont façonné le rock 'n' roll » (500 Songs That Shaped Rock and Roll) du Rock and Roll Hall of Fame.

## Version originale
Écrite et interprétée par Robert Johnson, elle est sortie en 78 tours en 1937 chez Vocalion Records, catalogue 3519. Le single est également édité par Perfect (800 copies) et Romeo (100 copies) en  mai 1937. La version originale n'a plus été rééditée avant la sortie de The Complete Recordings en 1990. En 1961, le producteur Frank Driggs avait substitué la prise alternative inédite dans la première réédition du travail de Johnson King of the Delta Blues Singers.

## Légende et interprétation
Les paroles décrivent le narrateur en train de faire de l'auto-stop à un carrefour alors que la nuit tombe. Mais en les associant à la légende de la courte vie et de la mort de Robert Johnson, elles deviennent une description de la métaphore de la croisée des chemins où l'homme attend le diable pour lui vendre son âme en échange du succès en tant que chanteur de Blues. Un autre Delta bluesman, Tommy Johnson, sans lien de parenté avec Robert, prétendait l'avoir fait. Cette légende est également cohérente avec les croyances religieuses africaines à propos de Papa Legba.
Bien que l'idée d'un Robert Johnson vendant son âme au diable soit fascinante, la chanson décrit concrètement la réalité vécue par les Afro-Américains du Sud profond au début du XXe siècle. L'historien Leon Litwack suggère que la chanson raconte la peur ressentie par les Noirs à l'idée de se faire surprendre seuls dehors après la tombée de la nuit. Jusqu'aux années 1960 dans certaines régions du Sud, l'expression familière « nigger, don't let the sun go down on you here » était, d'après Litwack, « understood and vigorously enforced ». À une époque où les lynchages étaient monnaie courante, Johnson était sûrement en train de chanter le désespoir de ne pas trouver rapidement sa route dans un endroit peu familier (« the sun goin' down, boy/ dark gon' catch me here. »). Cette interprétation est également cohérente avec le couplet de fin « You can run/ tell my friend-boy Willie Brown/ that I'm standing at the crossroads » où Johnson appelle à l'aide un ami musicien réel.
Le lieu le plus cité pour cette légende serait Rosedale au Mississippi, à l'intersection de la Highway 8 et de la Highway 1 (33° 50′ 44″ N, 91° 01′ 39″ O). Un autre, moins commun, serait à l'intersection de la Highway 49 et de la Highway 61 à Clarksdale.
Une version romancée de cette légende est à la base du film Crossroads (1986). Elle est également à la base d'un épisode de la série télévisée Supernatural introduisant le Crossroads Demon qui apparaît ensuite dans d'autres épisodes. Dans le film O'Brother (2000), la légende est évoquée lorsque Everett, Pete et Delmar prennent en stop un guitariste nommé Tommy Johnson à un carrefour du Mississippi ; quand il lui est demandé ce qu'il fait à un carrefour au milieu de nulle part, Tommy répond qu'il vient de vendre son âme au Diable en échange de la capacité à jouer de la guitare.

## Reprises

### Cream
Singles de Cream
White Room
(1969) Badge
(1969)
Durant le printemps 1968, Cream fait une tournée aux États-Unis. Après leur premier concert à Santa Monica, ils jouent quelques dates au Winterland Ballroom à San Francisco (29 février, 1er, 2, 8, 9 et 10 mars (deux représentations à chaque date)), et deux dates au Fillmore West à San Francisco les 3 et 7 mars (deux représentations à chaque fois également). C'est pendant le premier set du 10 mars que Cream enregistre Crossroads. Arrangée par le guitariste Eric Clapton, la version de Cream a un tempo plus rapide que l'originale et inclut deux lignes empruntées à Traveling Riverside Blues une autre chanson de Johnson.
Contrairement aux habitudes de Cream, selon lesquelles c'est Jack Bruce qui chante, Eric Clapton assure le chant de cette chanson comme précisé à la fin de la chanson, Jack Bruce disant « Eric Clapton, for vocal ».
La chanson est classée 409e en 2004 sur la 500 Greatest Songs of All Time établie par le magazine Rolling Stone, et 3e en 2008 sur la liste des Greatest Guitar Songs of All Time. Elle est également 10e des 100 meilleurs solos de guitare de Guitar World.
Une reprise de cette version est disponible dans le jeu Guitar Hero.
Le centre de désintoxication créé par Clapton à Antigua est appelé Crossroads.
Eric Clapton a enregistré une version de cette chanson dès 1966 avec son groupe Eric Clapton's Powerhouse, mais un solo d'harmonica de Paul Jones y remplace le solo de guitare.

### Autres reprises
D'autres artistes ont enregistré leur propre version de cette chanson :
- 1963 :
  - Elmore James, enregistré en 1961 à New York, paru sur l'album The Blues In My Heart, The Rhythm In My Soul[10].
  - Homesick James (Crossroads), single enregistré le 23 juillet à Chicago[11].
  - John Hammond (bluesman) (Crossroads Blues), sur son album homonyme.
- 1966 : Eric Clapton's Powerhouse, sur l'album What's Shakin'.
- 1969 : Ibex, avec Freddie Mercury (live)
- 1970 :
  - Derek and the Dominos en concert, paru sur Live at the Fillmore en 1975.
  - The Doors : durant leur Live in Detroit et leur Live in Pittsburgh 1970
- 1971 : Johnny Shines sur l'album Standing at the Crossroads
- 1972 :
  - Stephen Stills, en concert à l'Indiana University's Assembly Hall (Indiana, États-Unis) le 19 octobre. Une autre version, enregistrée en 1974, figure sur l'album Stephen Stills Live.
  - Ten Years After sur Alvin Lee and Company
- 1973 :
  - Free (live), paru sur Crossroads 1973
  - Steve Miller Band (live), paru en 2019 sur l'album Welcome to the Vault
- 1974 : Stephen Stills sur Stephen Stills Live
- 1976 : Lynyrd Skynyrd sur One More from the Road
- 1977 : Eddie Taylor sur Bad Boy a Long Way from Home
- 1980 :
  - Homesick James et Snooky Pryor (Homesick's Cross Roads) sur Sad and Lonesome.
  - Molly Hatchet (live), paru en 2001 sur la réédition de l'album Flirtin' with Disaster (1979)
- 1981 : Rory Block sur High Heeled Blues.
- 1986 :
  - Jeff Berlin sur Pump It
  - Ry Cooder sur Crossroads
  - Cowboy Junkies sur Whites Off Earth Now!!
- 1989 : 
  - The Allman Joys
  - The Lords of the New Church sur Second Coming
- 1991 : The Hamsters sur Hamster Jam (live)[12],[13]
- 1992 :
  - The Radiators (live) sur Snafu 10.31.91
  - Smak (live)
- 1994 : The Jeff Healey Band sur Live at Grossmans - 1994, paru en 2011
- 1995 :
  - Jonell Mosser dans le film Avec ou sans hommes (Boys on the Side)
  - Tom Shaka sur Timeless in Blues
- 1996 : Spirit (groupe) sur California Blues
- 1997 :
  - Buckwheat Zydeco sur Trouble
  - Robin Trower (sur Another Days Blues)
- 1999 :
  - Honeyboy Edwards et  James Cotton sur Blues Power - Songs of Eric Clapton
  - Eric Clapton avec Bob Dylan dans le DVD Eric Clapton & Friends in Concert - A Benefit for the Crossroads Centre at Antigua
- 2000 : Peter Green Splinter Group avec Nigel Watson, sur Hot Foot Powder
- 2001 :
  - Francis Cabrel et Paul Personne sur Autour du blues
  - Taj Mahal, Tony Braunagel et Reggie McBride, sur la compilation Hellhound on My Trail - Songs of Robert Johnson
- 2003 :
  - Barón Rojo sur Perversiones
  - Mountain (live in Europe) sur l'album Eruption en 2004
- 2004 : Rush sur l'EP Feedback
- 2006 : Dion sur Bronx in Blue
- 2007 : Eric Clapton et Robert Cray, sur l'album Live in San Diego with Special Guest JJ Cale paru en 2016
- 2009 :
  - Ricky Koole sur Harmonium Live
  - John Mayer sur l'album live Battle Studies
- 2010 : Cyndi Lauper, avec Jonny Lang, sur son album Memphis Blues
- 2013 : Andy Fairweather-Low avec Clapton sur le DVD Eric Clapton Guitar Festival - Crossroads
- 2015 :
  - Noël Akchoté sur Love in Vain - Plays the Music of Robert Johnson
  - Barbara Hendricks & Her Blues Band, sur Blues Everywhere I Go
- 2016 :
  - Larry Carlton et Steve Lukather sur At Blue Note Tokyo
  - Son of Dave sur Explosive Hit
- 2020
  - Norbert Galo and Friends sur All Blues

Et aussi :
- Jimi Hendrix (live)
- Journey
- Page and Plant (live)
- Racer X (live)
- Van Halen (live)
- Stoney LaRue (live)

La chanson Down the Highway de Bob Dylan, sur l'album The Freewheelin' Bob Dylan en 1963, est une variation de Cross Road Blues.